# Steve Riddick
Steve Riddick, född den 18 september 1951 i Newport News, Virginia, är en amerikansk friidrottare inom kortdistanslöpning.
Han tog OS-guld på 100 meters-stafetten vid friidrottstävlingarna 1976 i Montréal. 